# Sharamynodon
Lo sharaminodonte (gen. Sharamynodon) è un mammifero perissodattilo estinto, appartenente agli aminodontidi. Visse tra l'Eocene medio e l'Eocene superiore (circa 45 - 34 milioni di anni fa) e i suoi resti fossili sono stati ritrovati in Asia.

## Descrizione
Questo animale era di corporatura robusta ed era dotato di zampe forti; in generale l'aspetto ricordava vagamente quello di un tapiro o di un piccolo ippopotamo snello. Sharamynodon si distingueva da altri animali simili (come Amynodon) per la presenza di tre incisivi superiori molto vicini fra loro, una corta incisura nasale che si estendeva dietro al diastema post-canino, una fossa preorbitale profonda e alta e un muso piuttosto corto e alto. 

## Classificazione
Il genere Sharamynodon venne istituito da Miklos Kretzoi nel 1942, per accogliere la specie Amynodon mongoliensis, precedentemente descritta da Henry Fairfield Osborn nel 1936. Oltre alla specie tipo Sharamynodon mongoliensis (conosciuta per fossili provenienti da Mongolia, Cina e Kazakistan), a questo genere sono state poi attribuite numerose altre specie precedentemente attribuite al genere Lushiamynodon, tutte provenienti da varie zone della Cina, come L. obesus, L. menchiapuensis, L. sharamurenensis, L. wuchengensis. A Sharamynodon è attribuita anche la specie S. kirghisensis, del Kirgizistan.
Sharamynodon è un rappresentante degli aminodontidi, un gruppo di animali imparentati con i rinoceronti ma vagamente simili a ippopotami. In particolare, sembra che Sharamynodon fosse affine al genere europeo Cadurcodon. 